# Tricyphona serrimarga
Tricyphona (Tricyphona) serrimarga là một loài ruồi trong họ Pediciidae. Chúng phân bố ở vùng Tân nhiệt đới.